# 아임 낫 스케어드
《아임 낫 스케어드》(Io Non Ho Paura, I'm Not Scared)는 영국에서 제작된 가브리엘 살바토레 감독의 2003년 드라마 영화이다. 니콜로 아마니티의 동명의 2001년 이탈리아 소설 "Io non ho paura"(나는 두렵지 않다)에 기반을 둔다. 쥬세페 크리스티아노 등이 주연으로 출연하였고 마르코 치멘즈 등이 제작에 참여하였다.

## 출연

### 주연
- 쥬세페 크리스티아노
- 마티아 디 피에로
- 아이타나 산체스 지욘
- 디노 아브레시아

### 조연
- 지오지오 카레시아
- 디에고 아바탄투오노

## 기타
- 원작자: 니꼴로 아만띠
- 라인프로듀서: 안토니오 타치아
- 미술: 지안카를로 바실리
- 의상: 플로렌스 에밀
- 의상: 패트리지아 체리코니
- 배역: 파비올라 반지

## SBS 성우진 (2007년 1월 21일)
- 김서영 - 미카엘(쥬세페 크리스티아노)
- 손정아 - 필리포(마티아 디 피에로)
- 송도영 - 안나(아이타나 산체스-기욘)
- 이종혁 - 피노(디노 아브레시아)
- 조동희
- 송연희
- 최문자
- 차명화
- 김순영
- 김관진
- 박선영
- 송준석